# Ball (Louisiana)
Ball è un comune degli Stati Uniti d'America, situato nella parrocchia di Rapides nello Stato della Louisiana.